# Konarzewo (powiat gryficki)
Konarzewo (do 1945 niem. Kirchhagen) – wieś sołecka w północno-zachodniej Polsce położona w województwie zachodniopomorskim, w powiecie gryfickim, w gminie Karnice. Leży przy drodze wojewódzkiej nr 102 ok. 10 km na zachód od Trzebiatowa i 4 km na południe od Pogorzelicy. Ok. 1,2 km na północny zachód znajduje się jezioro Liwia Łuża.
Według danych pod koniec 2004 roku wieś miała 141 mieszkańców.
Z Konarzewa odchodzi droga powiatowa nr 0105Z do Pogorzelicy i Niechorza.
Wieś jest położona na północnej krawędzi pradoliny, na Wybrzeżu Trzebiatowskim.
Konarzewo jest częścią 6-kilometrowej ulicówki, na którą składają się także sąsiednia Rogozina i dalsze Zapolice.
Teren wsi został objęty dwoma nachodzącymi na siebie obszarami programu Natura 2000 tj. obszarem specjalnej ochrony ptaków "Wybrzeże Trzebiatowskie", a także specjalnym obszarem ochrony siedlisk Trzebiatowsko-Kołobrzeski Pas Nadmorski.
W latach 1946–1998 miejscowość administracyjnie należała do województwa szczecińskiego.
Miejscowość posiada kościół z XIX wieku. Wieś jest także siedzibą parafii.
W Konarzewie funkcjonuje Przyparafialna Ochotnicza Straż Pożarna.

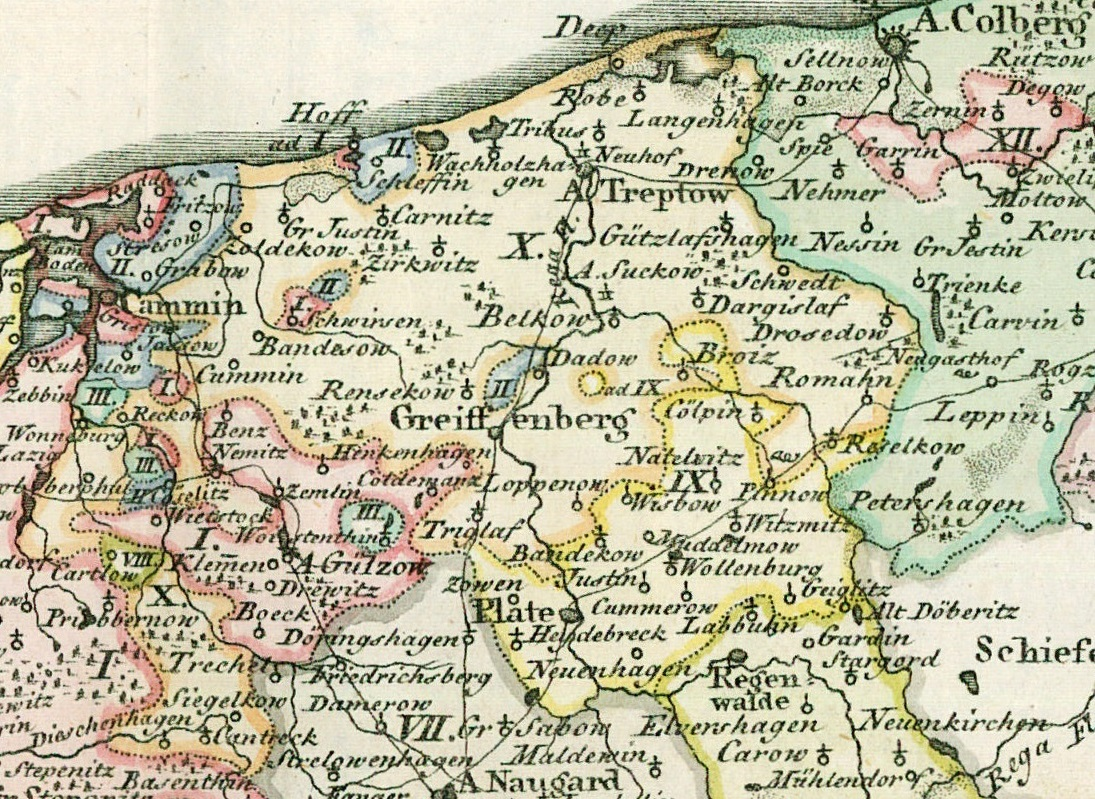
Konarzewo (Wachholtzhagen) na mapie z XVIII wieku.

## Historia
Na terenie wsi Konarzewo (z niem. Kirchhagen, zwane również Wachholzhagen) wraz z znajdowała się dawniej siedziba rodowa gałęzi Hinterpommern, starej pomorskiej rodziny Wachholz. Zamieszkiwali oni ten majątek od 1430 r. i posiadali tam zamek, który nie itnieje od drugiej poły XVIII wieku. Nazwa Wachholzhagen mogła również odnosić się do trzech wsi łącznie (Konarzewo, Rogozina, Zapolice). W 1467 roku Jakob Wachholz w wyniku sporów z opatem klasztoru Belbuck (na terenie dzisiejszego Trzebiatowa) Mikołajem von Winterfeld, w drodze ugody, zamienił z nim majątki Konarzewo, Skalno, Heidehof (nieistniejąca już osada między Cerkwicą a Gocławicami), Drozdowo, Kusin i Sadlno oraz 2100 marek, w zamian za Dargosław, Świecie Kołobrzeskie, Ueberschlag (teren lub osada między Mołstowem a Starą Dobrzycą), Mołstowo i Jarkowo. Wymianę tę potwierdził w 1473 roku książę Eryk II Pomorski. Po zakończeniu II wojny światowej wieś, wraz z całym Pomorzem Zachodnim, stała się terytorium polskim, a niemieccy mieszkańcy uciekli przed Armią Czerwoną na terytorium dzisiejszych Niemiec (lub zostali wygnani). Ówczesną nazwę Kirchhagen/Wachholzhagen zmieniono na "Konarzewo".

## Demografia
| Rok  | Liczba mieszkańców |
| ---- | ------------------ |
| 1822 | 117                |
| 1867 | 267                |
| 1871 | 265                |
| 1933 | 299                |
| 1939 | 353                |
|      |                    |
| 2004 | 141                |

## Kościół w Konarzewie
Rzymskokatolicki kościół parafialny w Konarzewie, do 8 grudnia 1945 był kościołem protestanckim i należał do synodu w Trzebiatowie. W obecnej formie został zbudowany w 1889 roku, na fundamentach dawnego kościoła.
Duszpasterze:
- Peter Parparth - ok. 1565 r. (pastor)[12]
- Johann Müller - 1694 r. (pastor)[13]
- Johann Georgi - ok. 1750 r. (pastor)[14]
- Anton Gottlieb Backe - od 1758 r. (pastor)[15]
- ? Heintze - ok. 1846 r. (pastor)[16]
- Walter Brunnemann - 01.10.1934 - 11.03.1945 r. (zastrzelony tego dnia na plebanii przez Rosjan)[17]
- Luise Habermann -  od 01.04.1943 r. do 08.05.1946 r. (pastorka)[18]

Po 1945 roku:
- ks. Stanisław Czerkawski
- ks. Leon Lis
- ks. Piotr Kurałowicz
- ks. Tadeusz Walczyk
- ks. Andrzej Ziółek
- ks. kan. mgr Marian Nohanowicz
- ks. mgr Marcin Smoliga

## Zabytki
- zespół d. kościoła ewangelickiego, nr rej.: A-1803 z 23.07.2019 :
  - kościół, ob. rzym.-kat. par. pw. Niepokalanego Poczęcia NMP, 1889
  - plebania z otoczeniem gospodarczym i sadem, 1860
  - d. cmentarz przy kościele, nieczynny, XIX – 1946

## Znane osoby z Konarzewa
- Jakob Friedrich Ludovici(inne języki) (1671–1723), niemiecki prawnik;
- Jacob Immanuel Hamilton(inne języki) (1682–1728), niemiecki prawnik;
- Johann Gottlieb Georgi(inne języki) (1729–1802), niemiecki geograf, chemik i botanik;
- Gottfried Georgi(inne języki) (1731–1801), niemiecki prawnik miejski, starosta i burmistrz Stargardu od 1784 r. do swojej śmierci (brat wyżej wymienionego).